# Gründungsstadt
Eine Gründungsstadt ist eine Stadt, deren Entstehung auf einen konkreten Gründungsakt zurückgeht und die in den meisten Fällen nicht aus einer kleinen Siedlung langsam herangewachsen ist.
Wellen von Stadtgründungen gab es in vielen Epochen, zum Beispiel
- Phönizische Gründungen von Handelsstützpunkten im Mittelmeer, ausgehend von Mutterstädten im Libanon (Cádiz) und im heutigen Tunesien (Karthago)
- Griechische Siedlungen am Schwarzen und am Mittelmeer wie Marseille
- Römische Stadtgründungen in den eroberten Gebieten wie Augsburg, Köln, Neuss, Trier, Regensburg, Wien und Xanten
- Stadtgründungen des Mittelalters in Europa (wie z. B. Lippstadt oder Bielefeld)
- Residenzstädte des Barocks wie Erlangen, Karlsruhe, Ludwigsburg und Mannheim (meist als Planstädte bekannt)
- Industriegründungen wie Eisenhüttenstadt und Wolfsburg
- Hafengründungen am tieferen Wasser wie Bremerhaven, Cuxhaven und Wilhelmshaven

## Gründungsstädte des Mittelalters

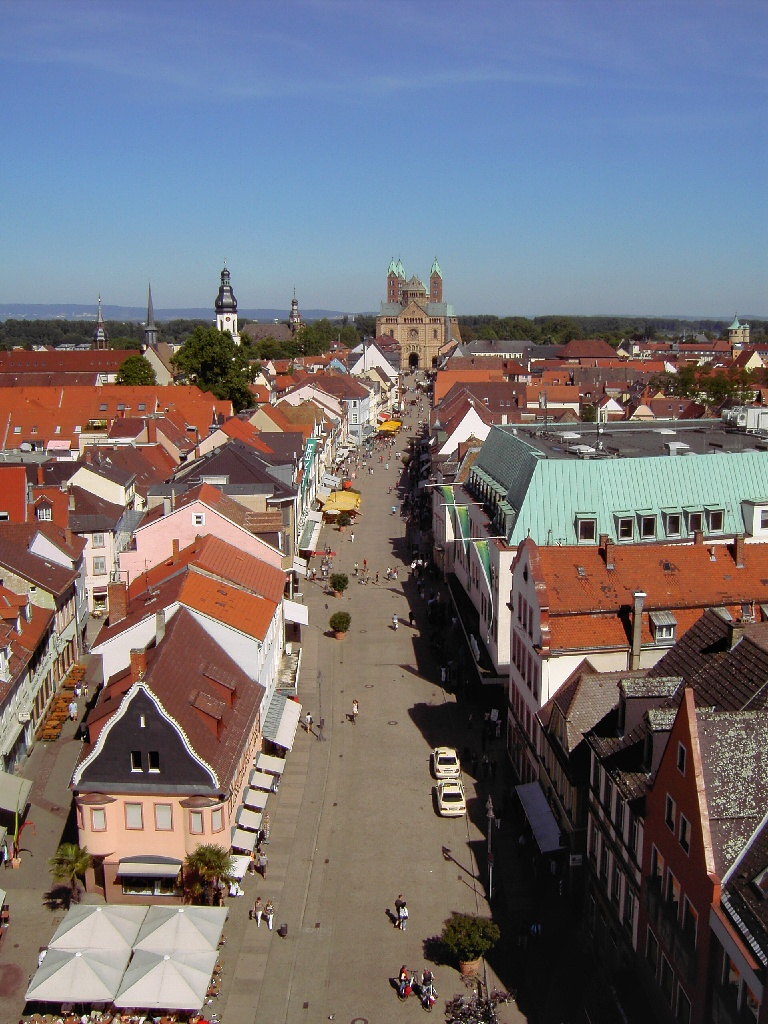
Maximilianstraße in Speyer, monumentale Gründungsachse der Stadt

### Deutschland
Bis etwa 1100 gab es auf dem Gebiet des Heiligen Römischen Reiches nur wenige Städte. Diese gingen entweder auf römische Stadtgründungen zurück, oder wuchsen aus größeren Haufendörfern heran (z. B. Soest), einige wurden auch als Handelsplätze gegründet (z. B. Haithabu/Schleswig). Speyer wurde um 1030 mit einem monumentalen Straßenmarkt (Via Triumphalis) angelegt und gilt als früheste geplante Stadt des Mittelalters in Deutschland.
Kurz darauf setzte eine Welle von Stadtgründungen ein, in der der weitaus überwiegende Anteil der heute vorhandenen Städte entstanden ist. Ausgangspunkt war die Gründung der Stadt Freiburg im Breisgau im Jahr 1118 durch Herzog Konrad von Zähringen, der ihr 1120 das Marktrecht sowie ein Stadtrecht mit weitgehender Selbstverwaltung zusprach. Das Stadtgebiet wurde zur Gründung mit einem geregelten Straßennetz versehen und in einzelne Grundstücke parzelliert.
Zur Gestaltung des Stadtgrundrisses gibt es neue Hypothesen, die weiter unten vorgestellt werden. Viele Städte wurden neben einem älteren Bauerndorf wie in Göttingen oder einer präurbanen Markt- und Burgmannensiedlung angelegt wie in Posen (Poznań). Anderswo wurde ein bestehender Handelsplatz rechtlich aufgewertet wie in Bremen. Wo die Stadtgründung einem Herrschaftswechsel folgte, konnte die Neugründung auch mehrere Kilometer vom Vorgängerort entfernt sein, so Lübeck flussaufwärts des slawischen Handelsplatzes Liubice oder Schweinfurt 2 km mainabwärts der markgräflichen Burg.
Durch den Erfolg der Gründungsstadt Freiburg motiviert, gründeten die Zähringer Herzöge viele weitere Städte in ihrem Territorium, wie Rottweil, Villingen und Bern. Andere Herrscher folgten diesem Beispiel, und die Gründungswelle dehnte sich über das gesamte Reich aus. Ein Musterbeispiel mittelalterlicher Stadtplanung (verknüpfte Stadt- und Kirchenplanung) ist Wiener Neustadt in Österreich, das 1192 von den Babenbergern gegründet wurde.
Das Konzept der mittelalterlichen Stadtgründung als Stiftung war wirtschaftlicher Natur. Der Landesherr investierte in Infrastruktur und Befestigung der neuen Stadt und lockte den Neubürger durch Privilegien wie Entlassung aus der Leibeigenschaft und Selbstverwaltung in die Stadt, woher auch der Ausspruch „Stadtluft macht frei“ stammt. Im Gegenzug musste der Bürger an den Landesherren Steuern entrichten. Dieses Konzept war sehr erfolgreich, die neuen Städte blühten wirtschaftlich schnell auf und wurden so zu einer wichtigen Einnahmequelle des Adels. Später überstieg der Reichtum der Bürgerschaft sogar den von Adel und Klerus, und der Adel geriet in eine finanzielle Abhängigkeit vom Bürgertum.
Eigenschaften dieser Städte waren:
- Markt- und Stadtrecht, das sich meist an dem einer bekannten Stadt anlehnt (zum Beispiel Soester Stadtrecht, Magdeburger Recht oder Lübisches Recht)
- geplantes Wegenetz
- Parzellierung des Baulandes
- Marktplatz und sonstige öffentliche Räume
- Rathaus und städtische Pfarrkirche, oft auch (Wasser-)Mühle
- Recht (und Pflicht), die Stadt mit einer Stadtmauer zu befestigen, ggf. einschl. Verbindung mit einer bereits vorhandenen vorstädtischen Burg
- Stiftungen von Klöstern der sogenannten Bettelorden
- mit zunehmender Bedeutung erreichten viele große Städte auch das Münzrecht
- wichtige Handelsplätze erlangten das Stapelrecht, das durchreisende Händler verpflichtete, ihre Waren feilzubieten.

Zu unterscheiden sind Stadtgründung und Stadtrechtsverleihung: Die Stadtgründung bezieht sich auf bauliche Aspekte (Straßennetz, Marktplatz, Befestigung), die Stadtrechtsverleihung auf rechtliche (insbesondere Marktrecht und Stapelrecht). Die Stadtrechtsverleihung setzt eine über die ersten Anfänge hinausgekommene städtische Siedlung voraus, der dann vom Landesherren städtische Rechte („Stadtrecht“ als Bündel von Rechten, die für Städte typisch sind) verliehen werden. Aus Anlass von Stadtjubiläen werden nicht selten Stadtrechtsverleihung und Stadtgründung miteinander verwechselt, denn das gegebene Datum bezieht sich nicht auf den „ersten Spatenstich“, sondern auf das Datum der Rechtsurkunde für die längst vorhandene Stadt.
Mit der deutschen Ostsiedlung im Mittelalter ging die Welle der Stadtgründung weit über die damalige Ostgrenze des Reiches hinaus.

### Übriges Europa
Manche heute als Einheit erscheinende mittelalterliche Städte gingen auf verschiedene separate Gründungen in nächster Nähe zurück, besonders ausgeprägt in Braunschweig und Prag. Die tschechische Hauptstadt bestand aus Altstadt, Kleinseite (unter der Burg Hradschin), Neustadt, Hradschin (hinter dem Hradschin) und Josefstadt. Diese Siedlungen hatten separate Verwaltungen und getrennte Infrastruktur, wie Märkte und Pfarrkirchen. Mancherorts schlossen sich die Teilstädte nach wenigen Jahrzehnten zu einem Gemeinwesen zusammen, in Prag erst nach Jahrhunderten.
Die südwestfranzösischen Bastiden wurden im Zusammenhang mit den Auseinandersetzungen zwischen Frankreich und England seit der Heirat von Henry Plantagenet mit Eleonore von Aquitanien im Jahr 1152 gegründet.
In der Toskana wurden ab dem Ende des 13. Jahrhunderts von der Republik Florenz die sogenannten Terre nuove gegründet, eine Serie fünf realisierter Gründungsstädte, als deren Prototyp San Giovanni Valdarno gilt.
Der Gründungsboom endete in der zweiten Hälfte des 14. Jahrhunderts mit den Pestwellen und dem damit einhergehenden Bevölkerungsrückgang.
In der Folgezeit sind nur noch sehr wenige Städte in Mitteleuropa neu gegründet worden.

## Mittelalterliche Stadtplanung
Im Unterschied zur antiken Stadt kennt die mittelalterliche Stadtplanung kaum so exakte, regelmäßige, rechtwinklige Stadtanlagen. Viele kleinere Gründungsstädte haben eine durchgehende Straße mit Markt als Grundachse, zu der Parallelstraßen angelegt wurden. Auch bei größeren Städten gibt es erkennbare regelmäßige Straßenanlagen. Bisher gibt es aber zu wenige großflächige archäologische Auswertungen, um festzustellen, ob diese auf einen ursprünglichen Plan oder spätere Überformung zurückgehen. Letzteres deutet sich beispielsweise in Villingen an; in Neubrandenburg ist es sogar nachgewiesen. Analysen von Gründungsparzellen in schweizerischen Stadtkerngrabungen (z. B. Burgdorf) belegen, dass hier keine exakten Maße zugrunde lagen, sondern nur mehr oder weniger gleich breite Grundstücke angelegt wurden. Möglicherweise liegen hier individuelle Schrittmaße zugrunde.
Die Architekten Klaus Humpert und Martin Schenk führten Vermessungen der Grundrisse verschiedener mittelalterlicher Stadtgründungen durch und kamen zu der Schlussfolgerung, dass deren Straßenzüge und Plätze, die Stadtmauern und die Anordnung von Türmen und Toren sowie die Positionierung von Brunnen und anderen zentralen Einrichtungen durch geometrische Konstruktionen mit Lineal und Zirkel bestimmbar seien. Das stadtplanerische Grundmuster bildete danach eine Kombination aus einem grundsätzlich rechtwinkligen Straßennetz mit zahlreichen Kreisbogensegmenten. Hierbei liegt der Mittelpunkt der den Kreisbogensegmenten zugrundeliegenden Kreise stets auf einem Schnittpunkt des rechtwinkligen Straßenmusters oder dem Schnittpunkt zwischen bestehenden Kreisbogensegmenten mit dem rechtwinkligen Straßenmuster oder mit anderen Kreisbogensegmenten. Sie formulierten daher die These, dass Stadtgrundrisse exakt ausgemessen worden seien, bevor mit der Bebauung des Areals begonnen wurde, und zeigten dies exemplarisch an vielen mittelalterlichen Stadtgrundrissen auf. Die grundsätzliche Umsetzbarkeit einer solchen Konstruktion mit im Mittelalter zur Verfügung stehenden Methoden wurde zudem 2004 experimentell in einem Feldversuch am Beispiel der Stadt Wismar nachgewiesen.
Bisher nicht abschließend geklärt ist die Motivation der Stadtgründer und -planer, geometrische Konstruktionen aus Kreisbögen, Dreiecken und verschiedenen Achsen zu verwenden. Humpert und Schenk argumentieren, dass mit diesen beiden Grund-Elementen der rechtwinkligen Geraden und dem Kreisbogensegment das Straßennetz so entworfen wurde, dass die Stadt vor dem Hintergrund der jeweiligen geographischen Umgebungsbedingungen (Berücksichtigungen von Flussufern, Hügeln etc.) einerseits die Bedürfnisse der Stadtbewohner optimal erfüllte und ihre Gestaltung andererseits die jeweils zentralen Einrichtungen betonte und diese entsprechend ihrer Funktion in die Gesamtgestaltung einband (z. B. Anbindung des Marktplatzes an die Überlandstraßen, Betonung des Rathauses in einer Hansestadt oder Fokussierung auf die Kathedrale in einem Bischofssitz). Die dabei entstandenen Straßennetze werden oft als „harmonisch“ wahrgenommen und wirken meist sehr organisch und zufällig entstanden, sind dabei aber hochfunktional und ermöglichen sehr flexibel die Umsetzung verschiedener urbaner Funktionen.
Von archäologischer Seite wurden die Thesen von Humpert mit Verweis auf methodische Einwände und einem ungenügenden Quellenverständnis zurückgewiesen. So wurde in einer 2002 veröffentlichten Replik auf das 2001 erschienene Buch von Humpert und Schenk eingewandt, dass die Einmessung einer derartigen Planung in das Gelände mit den im Mittelalter zur Verfügung stehenden Methoden nicht möglich gewesen sei, außerdem seien einige der Humpertschen Rekonstruktionen aufgrund der historischen Topographie nicht möglich (z. B.: ein wichtiger Bezugspunkt in Speyer liegt im mittelalterlichen Rheinlauf). Ferner wurde ebenfalls im Jahre 2002 angeführt, dass der These von Humpert und Schenk entgegenstehe, dass da die aufwendige „Konstruktion“ einer Gründungsstadt wie z. B. Esslingen am Neckar oder Speyer eine schriftliche Fixierung der Konstruktion voraussetze, dass es aber keinerlei Nachweis einer schriftlichen Bauplanung vor 1450 (?) gegeben habe.
Diese Einwände wurden jedoch zwischenzeitlich (2004) experimentell weitgehend widerlegt, da Humpert und Schenk in einem umfassend dokumentierten Feldversuch nachweisen konnten, dass eine derartige Einmessung tatsächlich möglich gewesen ist und die dabei erreichte Präzision den Beobachtungen entspricht (siehe oben); der Entwurf wurde dabei nicht auf einem Dokument festgehalten, sondern in Form eines Miniaturmodells direkt im Mittelpunkt der zukünftigen Stadt skizziert – dies könnte erklären, warum keinerlei schriftlichen Bauplanungen erhalten sind.
Erwin Reidinger führt die Konstruktion (Absteckung, Vermessung) mittelalterlicher Gründungsstädte (z. B. Wiener Neustadt, Marchegg) auf ein rechtwinkliges Achsenkreuz zurück und gibt an, er habe diese einfache Methode auch in der Antike nachweisen können (z. B. herodianische Tempelanlage in Jerusalem, römische Legionslager). Dabei handele es sich offensichtlich um eine ungeschriebene Regel der Technik, die keine schriftliche Festlegung erfordert habe. Für die Gebiete der Deutschen Ostsiedlung (Germania Slavica) hat Winfried Schich besonders intensiv zu den Stadtgründungen geforscht. Eine deutliche Gegenposition vertritt der Kunsthistoriker Ulrich Reinisch, der die exakte Rechtwinkligkeit ablehnt zugunsten leichter Kurven und versetzter Ecken, die romantische Anblicke bieten und die die geradläufige Beschießbarkeit von Straßen verhindern.